# Arthrite chronique juvénile
Pour les articles homonymes, voir ACJ et AJI.
 Mise en garde médicale
L'arthrite chronique juvénile ou ACJ est une pathologie entraînant un rhumatisme et qui se déclare avant l'âge de 16 ans. Elle est également appelée arthrite juvénile idiopathique (AJI). Elle n'a généralement pas de cause définie ni de traitement précis reconnu.

## Description
Rare, cette maladie touche davantage les filles avec des symptômes communs au niveau des articulations des genoux, poignets, doigts, coudes, hanches, pieds. Ces symptômes sont :
- douleur ;
- limitation des mouvements possibles (rotations, supinations, etc.) ;
- gonflement articulaire.

Ces signes sont parfois accompagnés d'une sensation localisée de chaleur (articulations superficielles).

Cette pathologie peut entraîner des troubles de la croissance.
Pour retenir le diagnostic, il faut une évolution de ces symptômes sur une durée de plus de 6 semaines.

## Évolution
La synovite, définie comme l’inflammation de la synoviale articulaire sans atteinte osseuse (présence de liquide dans l’articulation), est la première étape. On constate alors un gonflement de l’articulation et dans la plupart des cas une augmentation de la chaleur locale et l’apparition de douleurs. C’est le pannus inflammatoire. À la suite de cela, il est possible d’observer une diminution des capacités articulaires. Ainsi une personne atteinte de l’ACJ voit ses mouvements se limiter et perd de sa stabilité.
Par ailleurs, la douleur et l’inflammation des tendons empêchent les muscles qui protègent l’articulation de travailler suffisamment. Ce qui les affaiblit et diminue leur volume, on parle alors d’atrophie musculaire.
L'évolution de l'atteinte articulaire est visible sur les clichés radiologiques. Au premier stade de la maladie, la radio permet simplement de voir le gonflement de l’articulation. À des stades plus avancés de la maladie, la destruction du cartilage est visible du fait du pincement de l’interligne articulaire (amincissement ou disparition de l’espace qui sépare les deux éléments de l’articulation).
L’évolution de la maladie est très variable, longue et souvent imprévisible. Le passage d’une forme à l’autre est possible dans certains cas.
L'uvéite complique entre 10 et 25 % des patients, surtout les formes comportant un taux élevé d'anticorps antinucléaires, avec un risque de cécité à long terme.

## Les différentes formes

### Forme systémique
C’est une forme moins grave de l’ACJ, pouvant guérir totalement sans séquelle articulaire même après une évolution longue. Malgré la disparition de la fièvre, elle peut dans certains cas devenir polyarticulaire touchant alors plus de 4 articulations.

### Maladie de Still
Cette forme systémique des arthrites chroniques juvéniles (1/3 du total) commence souvent avant 5 ans après une fièvre et une éruption cutanée. Souvent grave, son évolution se poursuit pendant des années avec des périodes de rémission.

### Forme pauci-articulaire
Forme touchant au maximum quatre articulations, elle peut entraîner des atteintes oculaires, généralement une kératite en bandelette, une cataracte et une iridocyclite chronique bilatérale, évoluant à bas bruit. N'est pas toujours accompagné d'éruption cutanée.
Dans cette forme la fièvre n’existe pas. Elle se répercute sur une ou au maximum 4 articulations : le genou, la cheville, la hanche ou le poignet sont les plus souvent touchés. Elle évolue en général de manière favorable, avec peu ou pas de séquelles sauf si le traitement est négligé. Ceci nécessite une surveillance ophtalmologique régulière pour éviter une baisse de la vision due à une atteinte oculaire non soignée car l’inflammation de l’œil ne se manifeste souvent par aucune douleur ou autre anomalie.

### Forme polyarticulaire
Forme proche de la polyarthrite rhumatoïde.
Elle évolue surtout par poussées successives, entrecoupées de périodes de rémission, ce qui peut provoquer une détérioration lente des articulations. Elles peuvent se raidir et se déformer.

## Traitement
Plusieurs médecins et spécialistes interviennent auprès de l’enfant atteint d’arthrite chronique juvénile : pédiatre rhumatologue, médecin rééducateur, chirurgien orthopédiste, radiologue, ophtalmologiste, biologiste, psychologue. Les parents tiennent également un rôle important puisque c’est grâce à leur confiance et à leur collaboration que le traitement est accepté et régulièrement conduit.
L’hospitalisation n’est nécessaire que dans les cas extrêmes.

### Mode de vie
Il est important pour l'enfant et son entourage de tenter d’intégrer le traitement de la maladie dans la vie quotidienne, et de mener une vie aussi normale que possible. Pour entretenir sa mobilité articulaire, il est nécessaire de laisser l’enfant s'autonomiser, s’habiller, se déshabiller, faire sa toilette et manger sans aide. Si l’enraidissement des articulations est important, il faut adapter l’environnement de l’enfant pour lui faciliter certaines taches tout en protégeant ses articulations.
L'activité physique est nécessaire au développement psychomoteur de tout enfant, et à son épanouissement. Il peut continuer à jouer sans restriction car il restreindra lui-même ses activités du fait de la douleur, de la gêne ou de la fatigue.
Chacun réagissant différemment à l’égard de la maladie, il est important d’en parler. L’enfant accepte mieux sa maladie s’il a compris ce qu’il a, qu’on lui a expliqué les effets positifs des médicaments et des différents traitements conseillés, qu’on lui donne sa part de responsabilité dans son traitement et qu’on le laisse vivre le plus normalement possible malgré certaines précautions à prendre.
Il peut généralement fréquenter l’école normalement, mais il est préférable d’informer l’enseignant des difficultés que l’enfant rencontre dans certaines activités (gêne à l’écriture due à l’atteinte inflammatoire, difficultés lors de la montée des escaliers, limite des activités physiques, etc.)
Aucun régime alimentaire particulier n’est imposé, on veillera simplement que l’enfant ne prenne pas trop de poids, car une surcharge pondérale ou obésité favorisent la destruction des cartilages articulaires.

### Médicaments systémiques
Les médicaments de première intention sont toujours utilisés au début de la maladie. L’aspirine par ses propriétés anti-inflammatoire et antalgique est très efficace à forte dose et donc fréquemment prescrite. Elle peut être remplacée par d’autres anti-inflammatoires non stéroïdiens. Ces médicaments prennent effet après 1 à 3 mois de traitement à doses efficaces.
Parfois les médicaments de première intention ne suffisent pas ou deviennent inefficaces. Dans ce cas des médicaments de seconde intention sont nécessaires. Les médicaments de fond comme le methotrexate, les sels d’or, la D-pénicillamine sont efficaces pour la forme polyarticulaire mais le résultat n’est visible qu’après 3 à 6 mois de traitement. Les corticoïdes sont réservés aux cas graves pour lesquels l’aspirine n’est pas efficace. l'adalimumab, un anticorps monoclonal dirigé contre le facteur de nécrose tumorale, a une certaine efficacité, notamment dans les formes avec uvéite.

### Traitements locaux
Lorsque les médicaments généraux ne sont pas suffisants, il peut être nécessaire d’injecter directement des corticoïdes dans l’articulation inflammatoire. 2 ou 3 infiltrations peuvent être nécessaires quand les signes inflammatoires persistent malgré une prise régulière de médicaments.
Une synoviorthèse peut être réalisée. Il s’agit de la destruction locale de la synoviale inflammatoire par de l’acide osmique.

En cas d’atteinte oculaire, les corticoïdes sont utilisés localement pour calmer l’inflammation.

#### Rééducation
Elle est prescrite dès les premiers signes de la maladie, en s’adaptant à chaque enfant, aux étapes de la maladie et à chaque articulation. Elle permet de lutter quotidiennement contre les deux conséquences principales de l’atteinte articulaire : l’enraidissement articulaire et l’inefficacité musculaire. Cette rééducation n’est pas suffisante, c’est chaque jour voire plusieurs fois par jour que doivent être soignées les articulations. Ainsi l’enfant et sa famille doivent connaitre des positions de repos, des exercices à réaliser et les gestes nocifs.